# Marcel Bebey Eyidi
Pour les articles homonymes, voir Bebey.
Marcel Bebey Eyidi, né le 21 novembre 1914 à Douala (Akwa-Nord) et mort dans la même ville le 29 juin 1966, est un médecin, député et leader nationaliste camerounais, fondateur et directeur du journal L'Opinion au Cameroun, secrétaire national du Parti travailliste camerounais (PTC).

## Biographie
Marcel Bebey est le frère aîné de l'artiste Francis Bebey.
Le 16 juin 1962, il est arrêté avec d'autres leaders politiques opposés à l’idée du parti unifié proposé par Ahidjo. Ils sont emprisonnés pour une période de trois années (1962-1965).

## Ouvrages
- La vie et l'œuvre médico-sociale en Afrique intertropicale française d'Eugène Jamot (1879-1937), thèse soutenue à Paris en 1950[4]
- Le vainqueur de la maladie du sommeil : le Docteur Eugène Jamot (1879-1937) paru initialement en 1937.
- Responsabilité des Églises devant la prise de conscience politique de l'Afrique noire, édité le 8 novembre 1957 à Douala par le Foyer de la jeunesse protestante (13 p. ronéot. ; 28 cm)
- “L'Opinion” au Cameroun : organe progressiste d'expression, d'information et d'éducation des Camerounais